# Francisco Sérgio Garcia
Francisco Sérgio Garcia, detto Fransérgio (Franca, 8 maggio 1948), è un ex cestista brasiliano.

## Carriera
Con il Brasile ha disputato i Giochi olimpici di Monaco 1972.